# Medibank International Sydney 2010
Medibank International Sydney 2010 — тенісний турнір, що проходив на відкритих кортах з твердим покриттям NSW Tennis Centre у Сіднеї (Австралія). Це був 118-й за ліком Sydney International. Належав до категорії 250 у рамках Туру ATP 2010, а також до категорії Premier у рамках Туру WTA 2010. Тривав з 10 до 16 січня 2010 року.
Телевізійну трансляцію змагань здійснював Channel Seven, наживо а потім у вечірньому повторі.

## Учасниці

### Сіяні учасниці
| Країна   | Гравчиня           | Рейтинг* | Сіяна |
| -------- | ------------------ | -------- | ----- |
| США      | Серена Вільямс     | 1        | 1     |
| Росія    | Дінара Сафіна      | 2        | 2     |
| Росія    | Світлана Кузнецова | 3        | 3     |
| Данія    | Каролін Возняцкі   | 4        | 4     |
| Росія    | Олена Дементьєва   | 5        | 5     |
| Білорусь | Вікторія Азаренко  | 7        | 6     |
| Сербія   | Єлена Янкович      | 8        | 7     |
| Росія    | Віра Звонарьова    | 9        | 8     |

- Станом на 4 січня 2010 року

### Інші учасниці
Нижче наведено учасниць, які отримали вайлдкард на участь в основній сітці:
- Кейсі Деллаква
- Жустін Енен (знялась через left gluteal strain)

Гравчині, що пробились в основну сітку через стадію кваліфікації:
- Джилл Крейбас
- Кіміко Дате
- Віра Душевіна
- Анна-Лена Гренефельд
- Варвара Лепченко
- Агнеш Савай

Гравчині, що потрапили в основну сітку як щасливий лузер:
- Тімеа Бачинскі

## Учасники

### Сіяні учасники
| Країна    | Гравець          | Рейтинг1 | Сіяний |
| --------- | ---------------- | -------- | ------ |
| Франція   | Гаель Монфіс     | 13       | 1      |
| Чехія     | Томаш Бердих     | 20       | 2      |
| Швейцарія | Стен Вавринка    | 21       | 3      |
| Австралія | Ллейтон Г'юїтт   | 22       | 4      |
| США       | Сем Кверрі       | 25       | 5      |
| Сербія    | Віктор Троїцький | 29       | 6      |
| Росія     | Ігор Андрєєв     | 35       | 7      |
| Німеччина | Бенжамін Бекер   | 40       | 8      |

### Інші учасники
Нижче наведено учасників, які отримали вайлдкард на участь в основній сітці:
- Карстен Болл
- Нік Ліндал
- Петер Лучак

Гравці, що пробились в основну сітку через стадію кваліфікації:
- Хуан Ігнасіо Чела
- Фредеріко Жіль
- Марінко Матосевич
- Леонардо Маєр

Гравці, що потрапили в основну сітку як щасливий лузер:
- Тейлор Дент
- Даніель Хімено-Травер

## Фінальна частина

### Одиночний розряд, чоловіки
Маркос Багдатіс —  Рішар Гаске, 6–4, 7–6(7–2)
- Для Багадатіса це був перший титул за сезон і 4-й - за кар'єру.

### Одиночний розряд, жінки
Олена Дементьєва —  Серена Вільямс, 6–3, 6–2
- Для Дементьєвої це був перший титул за сезон, 15-й - за кар'єру, і друга поспіль перемога на цьому турнірі.

### Парний розряд, чоловіки
Деніел Нестор /  Ненад Зімоньїч —  Росс Гатчінс /  Джордан Керр, 6–3, 7–6(7–5).

### Парний розряд, жінки
Кара Блек /  Лізель Губер —  Татьяна Гарбін /  Надія Петрова, 6–1, 3–6, [10–3]